# Witalij Bujalskyj
Witalij Kasymyrowytsch Bujalskyj (ukrainisch Віталій Казимирович Буяльський, * 6. Januar 1993 in Kalyniwka) ist ein ukrainischer Fußballspieler. Seit 2011 spielt er für Dynamo Kiew in der ukrainischen ersten Liga.

## Karriere
Bujalskyj begann seine Karriere bei Dynamo Kiew, wo er 2011 im Cup und 2013 in der Premjer-Liha debütierte. 2013 wurde er für ein Jahr an den Ligakonkurrenten Howerla Uschhorod verliehen.